# Veruca Salt
Veruca Salt — американський альтернативний рок-гурт. Заснований 1993 року у Чикаго, Іллінойс, США. Склад гурту: Ніна Гордон (вокаліст/гітарист), Луїза Пост (вокаліст/гітарист), Джім Шапіро (ударник) та Стів Лек (бас-гітарист).

## Історія

### 1993—1998: утворення та розвиток
Гурт названий на честь Веруки Солт, вередливої багатої дівчинки з дитячої книги «Чарлі і шоколадна фабрика» Роальда Даля та її екранізації 1971 року — «Віллі Вонка і шоколадна фабрика». Veruca Salt заснували в Чикаго Луїза Пост (гітара/вокал) та Ніна Гордон (гітара/вокал). Пост та Гордон почали грати разом після того, як їх познайомила їхня спільна подруга Лілі Тейлор. Після півторарічного написання пісень, до них приєдналися брат Гордон Джім Шапіро (барабани) та Стів Лек (бас-гітара). Написанням пісень займалася як Гордон, так і Пост, але вони рідко коли робили це разом. Переважно, коли одна пропонувала гуртові завершену пісню, вона й виконувала її, а друга лишень записувала бек-вокал.
Гурт уже встиг відіграти невелику кількість шоу, коли Джім Паверс з Мінті Фреш Рекордс (Minty Fresh Records) запропонував їм підписати контракт із незалежним лейблом. Перший сингл — «Seether»/«All Hail Me» гурт випустив на Мінті Фреш Рекордс 1994 року. Сингл мав успіх, тому перш ніж записати свій перший повноцінний альбом «American Thighs», гурт вирушив у турне разом із гуртом Hole. Альбом, куди ввійшли такі пісні, як «Seether» та «All Hail Me», у кінцевому підсумку здобув статус золотого. 2014 року музичний журнал «Пейст» («Paste») ретроспективно розмістив пісню «All Hail Me» на 39 позицію у списку 50-ти найкращих пісень у стилі грандж усіх часів.
Підписавши контракт з «Geffen Records», гурт стрімко здобув популярність, а пісня «Seether» стала хітом на MTV. 1996 року гурт випустив свій міні-альбом під назвою «Blow It Out Your Ass It's Veruca Salt» (записав Стів Альбіні).
Їхній другий альбом, «Eight Arms to Hold You», який спродюсував Боб Рок, побачив світ 1997 року. Сингл «Volcano Girls» став музичною заставкою для підліткового комедійного фільму «Королеви вбивств» (1999). На сцені Суботнього вечора у прямому ефірі гурт виконав ще один сингл — «Shutterbug»; за традицією гурт мав виконати дві свої пісні, проте цього разу, їм довелось поділити сцену зі Стінгом. Шапіро покинув гурт невдовзі після виходу «Eight Arms…». Його замінив Стейсі Джоунс із гурту Letters to Cleo та American Hi-Fi. Джоунс вирушив з ними у турне на підтримку нового альбому, але так і ніколи не записувався з Veruca Salt.
1996 року гурт Veruca Salt з'явився у кліпі «Painted Soldiers», як заміна для гурту Pavement.
1997 року Veruca Salt відкрили виступ гурту Bush під час останнього північно-американського турне.

### 1998—2005: відхід Гордон, переформування та альбом «Resolver»
1998 року, в погоні за сольною кар'єрою, гурт покинула Ніна Гордон (2000 року вийшов її перший альбом — «Tonight and the Rest of My Life»). Невідома сварка між Пост та Гордон описувалася як «одна з найбільших рокових мильних опер з часів Fleetwood Mac та Hüsker Dü».
Луїза Пост, перед тим як набрати новий склад гурту, піснею «Somebody» зробила свій внесок до триб'ют-альбому "For the Masses ", що складався із пісень гурту Depeche Mode. До Ніни приєдналася гітаристка Стефан Фітцпатрік та стала головним компаньйоном Пост у написанні пісень протягом наступних десяти років. Джіммі Мадла та С'юзанна Сокол увійшли до складу гурту в ролі ударника та бас-гітариста відповідно. Нова версія гурту підписали контракт з Бійонд Рерордс (Beyond Records), а 2000 року випустили альбом «Resolver», який породив і сингл, і кліп на пісню «Born Entertainer».
Сокол покинула гурт наприкінці 2000 року. ЇЇ замінила Джіна Крослі, подруга Пост. Протягом усього літа гурт проводив турне по Великій Британії. Пост та Крослі також зробили спробу створення супергурту разом із фронтменкою гурту Hole — Кортні Лав, але нічого не вийшло. Вони знову зосередили усю свою увагу на гурті Veruca Salt та невдовзі випустили новий міні-альбом «Officially Dead», який знайшов свою підтримку на турне Автралією 2003 року (ще одне турне Австралією відбулося 2005 року). Крослі стала співавторкою пісні «Smoke & Mirrors». Вона також працювала над піснями, що згодом увійшли до альбому «IV», проте покинула гурт до виходу цього альбому (немає жодного офіційного внеску, що б приписувався їй в його створенні).

### 2005—2012: альбом «IV» та безстрокова відпустка
До 2005 року гурт покинули і Мальда, яка пішла в ресторанний бізнес, і Крослі. У студії їх замінили Соломон Снайдер і Мішель Мілі відповідно. 2005 рік гурт розпочав із турне Австралією (виступали як у клубах, так і у ролі хедлайнерів на фестивалі). Результатом сеансу звукозапису став міні-альбом «Lords of Sounds and Lesser Things». Гурт вирушив у турне з Пост, Фітцпатрік, Келлі Скот (ударник) та Ніколь Фіорентіно (бас-гітара). Міні альбом «Lords of Sounds and Lesser Things» (містив 6 композицій) гурт випустив самостійно. Назва міні-альбому — цитата з роману Зори Ніл Герстон «Їхні очі бачили Бога». У цьому ж складі вони записали й повноцінний альбом «IV» (побачив світ у вересні 2006 року). Гурт тоді пішов, як виявилось, у своє останнє турне під головуванням Ніни Пост. Сингл «So Weird» з'явився на радіо у жовтні 2006 року, але ані ця пісня, ані альбом загалом не мали комерційного успіху.
2007 року гурт записав кавер на пісню Ніла Янга «Burned», після чого почався період їхньої бездіяльності. Луїза Пост взяла паузу для народження дитини, Фіорентіно приєдналася до діяльності гуртів Smashing Pumpkins та Cold and Lovely. Келлі Скот повернулася до свого колишнього гурту Failure. 2012 року гурт на офіційному вебсайті заявив про свою безстрокову відпустку.

### 2013— наші дні: возз'єднання та альбом «Ghost Notes»
15 березня 2013 року Veruca Salt оголосив на офіційній сторінці гурту у фейсбук про своє возз'єднання в оригінальному складі (Ніна Гордон, Луїза Пост, Джім Шапіро та Стів Лек): «На сьогоднішній день скажемо таке: перемир'я встановлено, сокиру війни закопано». Гурт також заявив про свою відкритість до використання у своїх сетах матеріалу, який вони створили окремо від гурту.
29 вересня 2013 року через соцмедія гурт анонсував про свою роботу над новим матеріалом. 2014 року світ побачив їхній міні-альбом на грамплатівці — «MMXIV», де на одній стороні містилися дві нові пісні гурту («It's Holy» та «The Museum of Broken Relationships»), а на другій — перевидана пісня «Seether» (на честь 20 річниці її першого виходу). Гурт тоді вирушив у турне по США та Австралії.
19 травня гурт заявив про майбутній вихід свого п'ятого альбому під назвою «Ghost Notes». Альбом побачив світ 10 липня 2015 року.

## Склад гурту

### Нинішній склад
- Луїза Пост — гітара, вокал (1993—2012, 2013-наші дні)
- Ніна Гордон — гітара, вокал (1993—1998, 2013–наші дні)
- Джім Шапіро — ударні (1993—1997, 2013–наші дні)
- Стів Лек — бас-гітара (1993—1998, 2013–наші дні)

### Колишні учасники
- Стейсі Джоунс — ударні (1997—1998)
- С'юзанна Сокол — бас-гітара, бек-вокал (1999—2000)
- Джіна Крослі — бас-гітара, бек-вокал (2000—2001)
- Джіммі Мадла — ударні (1999—2005)
- Ніколь Фіорентіно — ударні, бек-вокал (2006—2008)
- Стефен Фітцпатрік — гітара (1999—2012)
- Келлі Скотт — ударні (2005—2012)

### Учасники під час турне та студійного запису
- Мареа Патерсон — бас-гітара (студія) (2003, 2005)
- Ева Гарднер — бас-гітара (турне) (2005)
- Соломон Снайдер — бас-гітара (студія) (2004)
- Мішель Мілі — ударні (2004—2005)

### Схема
Не вдається зібрати вхід EasyTimeline:

Timeline generation failed: 8 errors found

Line 6: TimeAxis = orientation: horizontal format: yyyy

- TimeAxis definition incomplete. No value specified for attribute 'orientation'.

Line 7: Legend = orientation: horizontal position: bottom

- TimeAxis definition incomplete. No value specified for attribute 'horizontal'.

Line 8: ScaleMajor = unit: year increment:2 start:1992

- TimeAxis definition incomplete. No value specified for attribute 'format'.

Line 9: ScaleMinor = unit: year increment:1 start:1992

- TimeAxis definition incomplete. No value specified for attribute 'yyyy'.

Line 17: BackgroundColors = bars: bars

- BackgroundColors definition incomplete. No value specified for attribute 'bars'.

Line 18: BarData =

- BackgroundColors definition incomplete. No value specified for attribute 'bars'.

Line 19:   bar:Post       text:Луїза Пост

- New command expected instead of data line (= line starting with spaces). Data line(s) ignored.

```
 

```

Line 30: PlotData=

- PlotData invalid. No (valid) command 'TimeAxis' specified in previous lines.

## Дискографія

### Альбоми
- 1994 — American Thighs
- 1997 — Eight Arms to Hold You
- 2000 — Resolver
- 2006 — IV
- 2015 — Ghost Notes

### Міні-альбоми
- 1996 — Blow It Out Your Ass It's Veruca Salt
- 2003 — Officially Dead
- 2005 — Lords of Sounds and Lesser Things
- 2014 — MMXIV

### Сингли
| Рік  | Назва синглу                                   | Альбом                 |
| ---- | ---------------------------------------------- | ---------------------- |
| 1994 | Seether / All Hail Me                          | American Thighs        |
| 1995 | Number One Blind                               | American Thighs        |
| 1995 | Victrola                                       | American Thighs        |
| 1997 | Volcano Girls                                  | Eight Arms to Hold You |
| 1997 | Shutterbug                                     | Eight Arms to Hold You |
| 1997 | Benjamin                                       | Eight Arms to Hold You |
| 1997 | The Morning Sad                                | Eight Arms to Hold You |
| 1997 | Straight                                       | Eight Arms to Hold You |
| 2000 | Born Entertainer                               | Resolver               |
| 2000 | Only You Know                                  | Resolver               |
| 2003 | Born Entertainer                               | Resolver               |
| 2003 | Officially Dead                                | Resolver               |
| 2003 | Yeah Man                                       | Resolver               |
| 2006 | So Weird                                       | IV                     |
| 2014 | The Museum of Broken Relationships / It's Holy | MMXIV                  |
| 2015 | Laughing in the Sugar Bowl                     | Ghost Notes            |